# Bombardeio do Iraque (1996)
O bombardeio do Iraque de 1996 aconteceu em setembro durante a Guerra Civil Curda. Em 31 de agosto de 1996, militares iraquianos lançaram uma grande ofensiva contra a cidade de Irbil no Curdistão iraquiano. Esse ataque fez com que os americanos achassem que Saddam pretendia praticar um genocídio contra os curdos, similar as campanhas de 1988 e de 1991. Os Estados Unidos argumentaram que o ditador iraquiano violou a resolução 688 do Conselho de Segurança das Nações Unidas, que proibia a repressão de minorias étnica.
Em 3 de setembro, navios de guerra do grupo de batalha do USS Carl Vinson (CVN-70), que incluíam os navios USS Laboon (DDG-58) e o USS Shiloh (CG-67), em conjunto de vários bombardeiros B-52 escoltados por F-14D Tomcats vindos do porta-aviões USS Carl Vinson, lançaram 27 mísseis de cruzeiro e mais várias bombas inteligentes contra alvos militares no Iraque. Uma segunda leva de 17 mísseis foi lançado no fim daquele dia. Os mísseis atingiram alvos em Cute, Iskandariyah, Nassíria e na base aérea em Tallil.
O ataque com mísseis de cruzeiro era de início planejada para destruir a infraestrutura anti-aérea iraquiana, liderados pelo USS Carl Vinson com apoio dos esquadrões VF-11 (F-14D), VF-31 (F-14D), VAQ-139 (EA-6B), VA-196 (A-6E Tram), VFA-113 (FA-18) e VFA-25 (FA-18). Os ataques não tiveram um efeito muito forte nas campanhas do Exército Iraquiano ao norte. Uma vez com a cidade curda de Irbil sob controle, as forças de Saddam recuaram da região do Curdistão e voltaram as suas posições iniciais. Os Iraquianos então capturaram Suleimânia. Jalal Talabani e os curdos recuaram para a fronteira e as forças americanas evacuaram 700 membros do Conselho Nacional Iraquiano e outros 6 000 curdos refugiados do norte do país.
Em resposta aos movimentos iraquianos no norte, os Estados Unidos e o Reino Unido expandiram a chamada Operação Southern Watch e as zonas de exclusão aérea no Iraque do paralelo 32 para o paralelo 33.

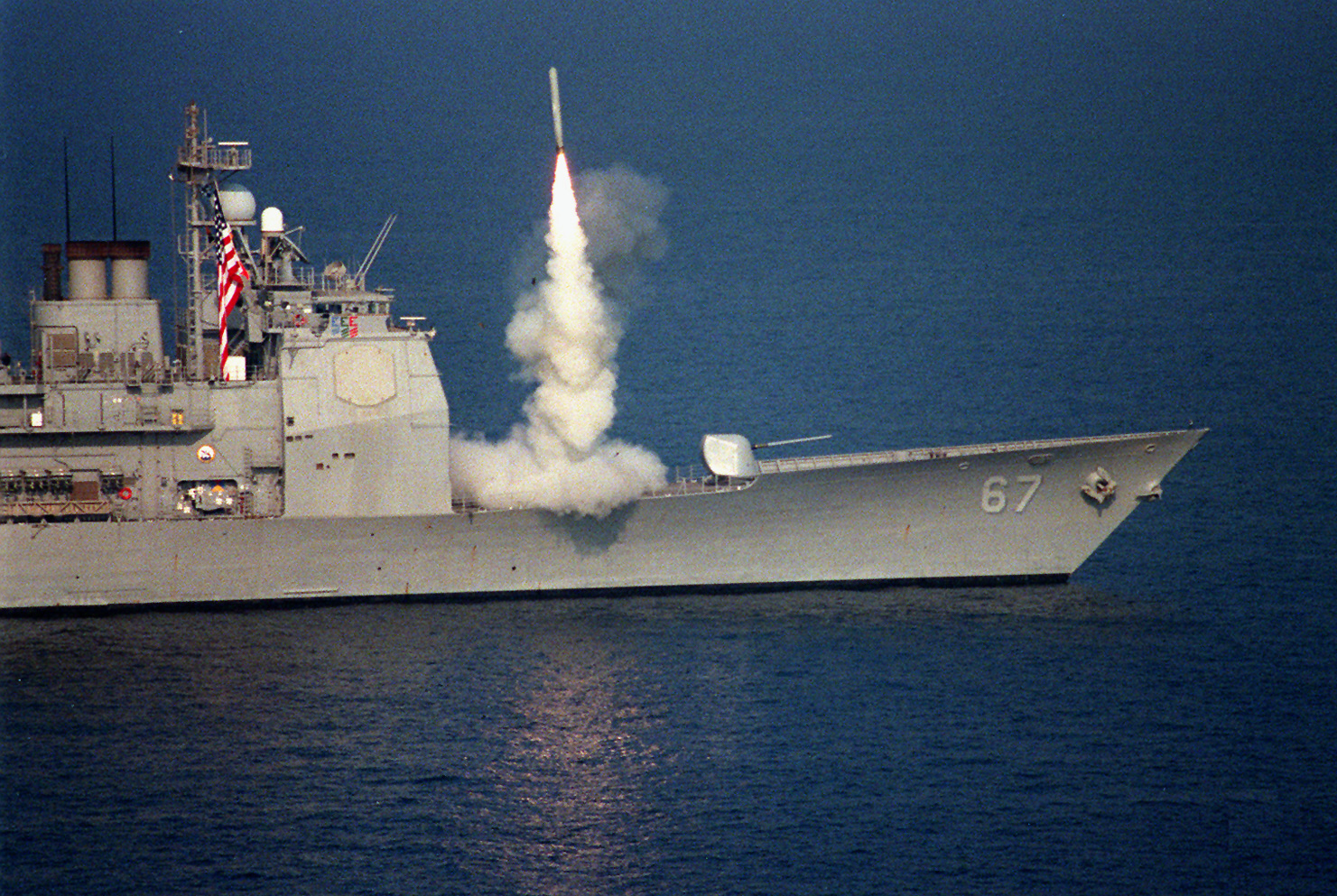
O USS Shiloh lançando um míssil contra o Iraque em setembro de 1996